# Демело, Дилан
Дилан Демело (англ. Dylan DeMelo; 1 мая 1992, Лондон, Онтарио, Канада) —канадский профессиональный хоккеист, защитник. В настоящее время выступает за клуб НХЛ «Виннипег Джетс». На драфте 2011 года был выбран «Сан-Хосе Шаркс» в 6-м раунде под общим 179-м номером.

## Карьера

### Юниорская
ДеМело отыграл четыре сезона (2009–13) в юношеском хоккее в Хоккейной лиге Онтарио (ОХЛ) с «Миссиссога Сент-Майклз Мэйджорс» и «Миссиссога Стилхэдс», забив 25 голов и набрав 125 очков в 218 играх.
Демело был номинантом от Миссиссоги как на Иван Теннан Мемориал Эворд, так и на Бобби Смит Трофи в сезоне 2010/11. Оба трофея признают успехи в учебе.

### Профессиональная

#### «Сан-Хосе Шаркс»
Демело был выбран под общим 179-м номером на драфте НХЛ 2011 года командой «Сан-Хосе Шаркс», и 20 апреля 2012 года он подписал контракт начального уровня с этой организацией. Он дебютировал в НХЛ с «Сан-Хосе» 17 октября 2015 года в матче против «Нью-Йорк Айлендерс». Демело забил свой первый гол в НХЛ 26 января 2016 года вратарю Роману Виллу в матче против «Колорадо Эвеланш»  (матч завершился со счётом 6-1 в пользу  «Шаркс»).
После завершения своего второго полного сезона в «Сан-Хосе» в сезоне 2017/18 ДеМело становился ограниченно свободным агентом, и изначально «Шаркс» не сделали ему квалификационного предложения. Несмотря на возможность изучить предложения других клубов, 7 июля 2018 года Демело повторно подписал контракт с «Шаркс» еще на два года.

#### «Оттава Сенаторз»
13 сентября 2018 года Демело стал частью грандиозного обмена. Помимо защитника «Сан-Хосе» передали «Оттава Сенаторз»  Рудолфса Балцерса, Криса Тирни, права на Джоша Норриса, выбор во втором раунде драфта 2019 года и выбор в первом раунде драфта 2020 года, а также ещё 2 условных драфт-пика в обмен на капитана «Оттавы» и двукратного обладателя «Джеймс Норрис Трофи» Эрика Карлссона.
В свой первый сезон в Оттаве Демело набрал 22 очка в 77 матчах и играл в паре с лучшим защитником франшизы Томасом Шабо. «Я был очень доволен», - сказал он о своем дебютном сезоне с «Сенаторз», отметив, что тренерский штаб «Оттавы» доверил ему сыграть роль в первой четверке защиты, в отличие от «Сан-Хосе».

### «Виннипег Джетс»
18 февраля 2020 года «Сенаторз» обменяли Демело в «Виннипег Джетс» и получили право выбора в третьем раунде 2020 драфта года. На момент обмена он набрал 10 очков в 49 матчах. Он участвовал в 10 матчах регулярного сезона за «Джетс», прежде чем сезон был приостановлен из-за пандемии COVID-19. В квалификационной серии плей-офф (изменение в розыгрыше из-за пандемии) Демело принял участие во всех 4 матчах, в которых «Джетс» проиграли «Калгари Флэймз» со счётом 1-3 .
7 октября 2020 года Демело решил не рассматривать предложения других клубов и подписал с «Джетс» четырехлетний контракт на 12 миллионов долларов. После подписания контракта Демело сказал, что его «моим первым выбором был Виннипег», и у него остались незавершенные дела в городе.

## Лична жизнь
Демело — португальский канадец. В январе 2021 года у Демело и его жены Джессики родился первый ребенок.